# Deeyah Khan
Deeyah Khan és una directora noruegobritànica, activista pels drets humans. Fundà la productora Fuuse, que s'especialitza en documentals, plataformes de mitjans digitals i contingut per a televisió i espectacles en viu. També és fundadora i editora en cap de la revista Sister-hood, que destaca les veus de les dones d'herència musulmana.
El 2016, Khan fou l'Ambaixadora de Bona Voluntat de la UNESCO per a la Llibertat Artística i la Creativitat.

## Biografia

### Naixement i ascendència
Deeyah nasqué a Oslo, Noruega, de pares sunnites. La seua mare és paixtu amb arrels a l'Afganistan i son pare és panjabi del Pakistan. Té un germà menor, Adil Khan, actor i presentador de televisió.

### Carrera
Als set anys, son pare la va iniciar en la música. La seua primera aparició pública fou als vuit anys en la televisió nacional de Noruega. Continuà apareixent en la televisió sovint, i també com a cantant convidada en treballs d'altres cantants. El seu primer àlbum, I Alt Slags Lys, va eixir quan Deeyah tenia quinze anys. Dos anys més tard en publicà un altre. Després, se n'anà al Regne Unit, on va llançar dos singles i un àlbum. Més tard, es va retirar de cantar i començà a treballar com a productora de música.

### Discografia
- 2013: Iranian Woman (àlbum de compilació amb artistes iranians).[3]
- 2013: Echoes Of Indus (CD amb el sitarista pakistanés Ashraf Sharif Khan Poonchwala)
- 2012: Nordic Woman (àlbum de compilació amb artistes femenines de formes tradicionals de música nòrdica de Noruega, Suècia, Dinamarca, Finlàndia i Islàndia. El primer llançament de la sèrie d'àlbums de música WOMAN de Deeyah.)
- 2010: Listen To The Banned (àlbum de compilació amb artistes prohibits, perseguits i empresonats d'Àfrica, Orient Mitjà i Àsia.) A més de ser aclamat per la crítica, l'àlbum arribà al número 6 en World Music Charts Europa i s'estigué mesos en aquestes llistes.[4] Amnistia Internacional al Regne Unit està fent costat a Listen To The Banned fent que l'àlbum estiga disponible al seu lloc web a final del 2010.
- 2007: Ataraxis (Àlbum).[5]
- 2005: Pla of My Own / I Saw You
- 1996: Deepika (Àlbum).[6]
- 1995: Color Of My Dreams (senzills).[7]
- 1995: History (senzill).[8]
- 1995: Get Off My Back (senzill).[9]
- 1992: I alt slags lys (Àlbum).[10]

## Sister-hood
El 2007, Deeyah llançà la Sister-hood per a facilitar una plataforma a les dones d'herència musulmana per a expressar-se artísticament. El 2016, la Sister-hood es rellançà com a revista en línia, i promovia veus de dones d'ascendència musulmana. Als sis mesos del rellançament com a revista, Sister-hood guanyà el lloc web Espoke Living Best en els Asian Media Awards del 2016 per destacar la igualtat de les dones i crear consciència sobre els problemes que afecten les dones musulmanes.

## Cinematografia
Deeyah va fer el debut com a directora amb el documental Banaz A Love Story. Ha guanyat fama i premis internacionals, inclosos els Premis Emmy 2013 al millor documental internacional. La pel·lícula s'ha utilitzat per a entrenar la policia britànica sobre els assassinats per honor.

### Filmografia
| Pel·lícula | Pel·lícula                                   | Pel·lícula             | Pel·lícula | Pel·lícula |
| Any        | Títol                                        | Funció                 | detalls | Tipus      |
| ---------- | -------------------------------------------- | ---------------------- | --- | ---------- |
| 2022       | Behind the Rage: America’s Domestic Violence | Directora i Productora | | Documental |
| 2020       | Muslim In Trump’s America                    | Directora i Productora | Va guanyar el Premis Peabody. | Documental |
| 2020       | America’s War On Abortion                    | Directora i Productora | Va guanyar el BAFTA. | Documental |
| 2017       | White Right: Meeting The Enemy               | Directora i Productora | Va guanyar el Premis Emmy. Va guanyar el Royal Television Society premi. Va guanyar el premi especial del jurat de PeaceJam. Va guanyar el Rory Peck Award. Va guanyar el Women in Film and Television UK Awards. Va guanyar el Asian Mitjana Awards. Nominació per a la BAFTA. Nominació per a la Frontline Club Awards.                 | Documental |
| 2016       | Islam's Senar-Believers                      | Directora i Productora | Nominació per a la Asian Mitjana Awards. | Documental |
| 2015       | Jihad: A Story of the Others                 | Directora i Productora | Va guanyar el Nova York International Independent Film and Vídeo Festival. Va rebre el Premi de Drets Humans del Ministeri d'Arts i Cultura de Noruega pel documental Jihad. Nominació per a la Premis Grierson. Nominació per a la BAFTA. Nomination per a la Premis Golden Nymph. Nominació per a la Creative Diversity Network Awards. | Documental |
| 2012       | Banaz a Love Story                           | Directora i Productora | Va guanyar el Premis Peabody (2013), Premis Emmy i Bergen Premis del Festival Internacional de Cinema . Nomination per a la Premis Royal Television Society (Regne Unit) | Documental |

## Premis i honors
- 2018: Deeyah obtingué un doctorat honorari del Emerson College.[28]
- 2017: Deeyah Khan fou nomenada membre del cos governant de l'Arts Council Norway, per quatre anys (2018 - 2021).[29]
- 2016: Deeyah Khan fou Ambaixadora de Bona Voluntat de la UNESCO per a la llibertat artística i la creativitat. És la primera dona així nomenada.[30]
- 2016: Deeyah Khan va rebre el Premi de Cultura Telenor pels seus èxits artístics que toquen temes importants del nostre temps, com els Drets de les dones, la llibertat d'expressió i els valors fonamentals.[31]
- 2016: Deeyah Khan va rebre el Premi Peer Gynt, que s'atorga a individus o institucions que han destacat Noruega a nivell internacional.[32]
- 2016: Deeyah Khan fou guardonada amb el Fons Premi Commemoratiu de Gunnar Sønsteby, establert al 2015, en memòria de Gunnar Sønsteby. L'objectiu d'aquest premi és honorar individus o organitzacions que s'han convertit en valents defensors dels valors fonamentals de la democràcia i han ajudat a garantir la llibertat i independència del país.[33]
- 2015: Deeyah va rebre el Premi de Drets Humans de la Universitat d'Oslo per defensar els drets de les dones i la llibertat d'expressió amb el seu art i activisme.[34]
- 2015: Deeyah va ser guardonada amb el Pla Jentepris (Premi a xiquetes que se celebra cada 11 d'octubre, Dia Internacional de les Xiquetes).[35]
- 2012: Fou guardonada amb el Premi Ossietzky, del PEN de Noruega, per la seua excel·lència en el camp de la llibertat d'expressió.[36]
- 2009: Deeyah fou guardonada amb el Premi Freedom to Create juntament amb Cont Mhlanga, el dramaturg zimbabués, i Belarus Free Theatre.[37]
- 1996: The Scheiblers Legat li atorga un Premi d'Honor per ser un pont cultural, per crear comprensió i tolerància amb les seues contribucions musicals i artístiques.[38]